# Hiiu (Gemeinde)
Hiiu (Hiiu vald) ist eine ehemalige Gemeinde im Nordwesten der zweitgrößten estnischen Insel Hiiumaa. Sie gehörte verwaltungsmäßig zum Kreis Hiiu (Hiiu maakond).

## Geschichte
Die Gemeinde entstand im Oktober 2013 mit der Vereinigung der Inselhauptstadt Kärdla und der Landgemeinde Kõrgessaare zu einer neuen kommunalen Verwaltungseinheit. Der Sitz der Verwaltung befand sich in der Stadt Kärdla.
Zwischen Kärdla und den übrigen Dörfern der Gemeinde bestand keine gemeinsame Landverbindung. Sie waren durch die Landgemeinde Pühalepa getrennt.
2017 fusionierten alle Gemeinden auf Hiiumaa zur neuen Landgemeinde Hiiumaa.

## Wappen
Das Wappen der Gemeinde zeigte den stilisierten Leuchtturm von Kõpu (estnisch Kõpu tuletorn).

## Ortschaften
Neben der Stadt Kärdla gehörten zur Gemeinde die Dörfer Heigi, Heiste, Heistesoo, Hirmuste, Hüti, Isabella, Jõeranna, Jõesuu, Kalana, Kaleste, Kanapeeksi, Kauste, Kidaste, Kiduspe, Kiivera, Kodeste, Koidma, Kopa, Kõrgessaare, Kurisu, Kõpu, Laasi, Lauka, Lehtma, Leigri, Lilbi, Luidja, Malvaste, Mangu, Mardihansu, Meelste, Metsaküla, Mudaste, Mägipe, Napi, Nõmme, Ogandi, Ojaküla, Otste, Palli, Paope, Pihla, Poama, Puski, Reigi, Risti, Rootsi, Sigala, Suurepsi, Suureranna,  Sülluste, Tahkuna, Tammistu, Tiharu, Ülendi, Viita, Viitasoo, Vilima und Villamaa.

## Bilder

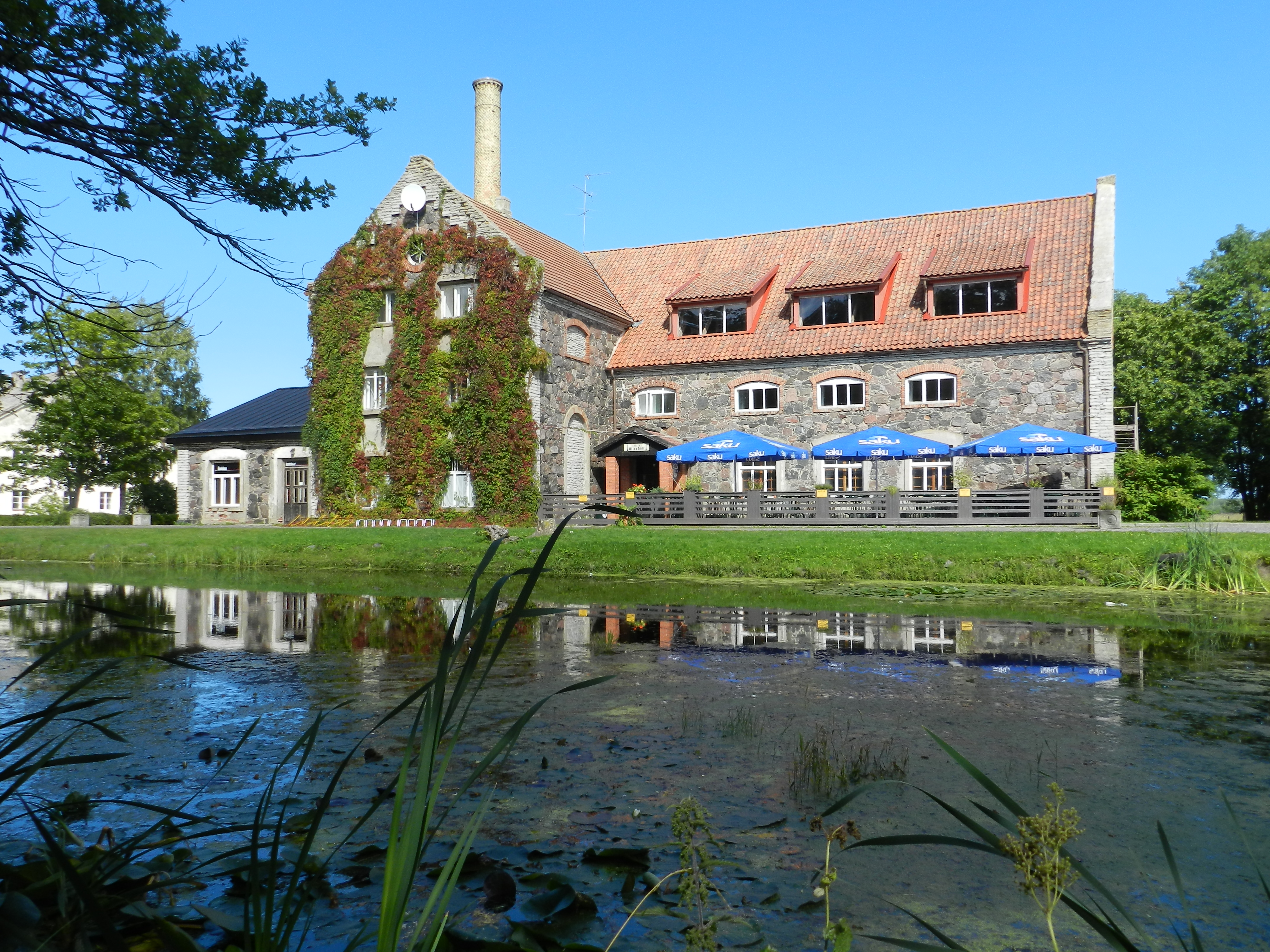
Alte Schnapsbrennerei in Kõrgessaare
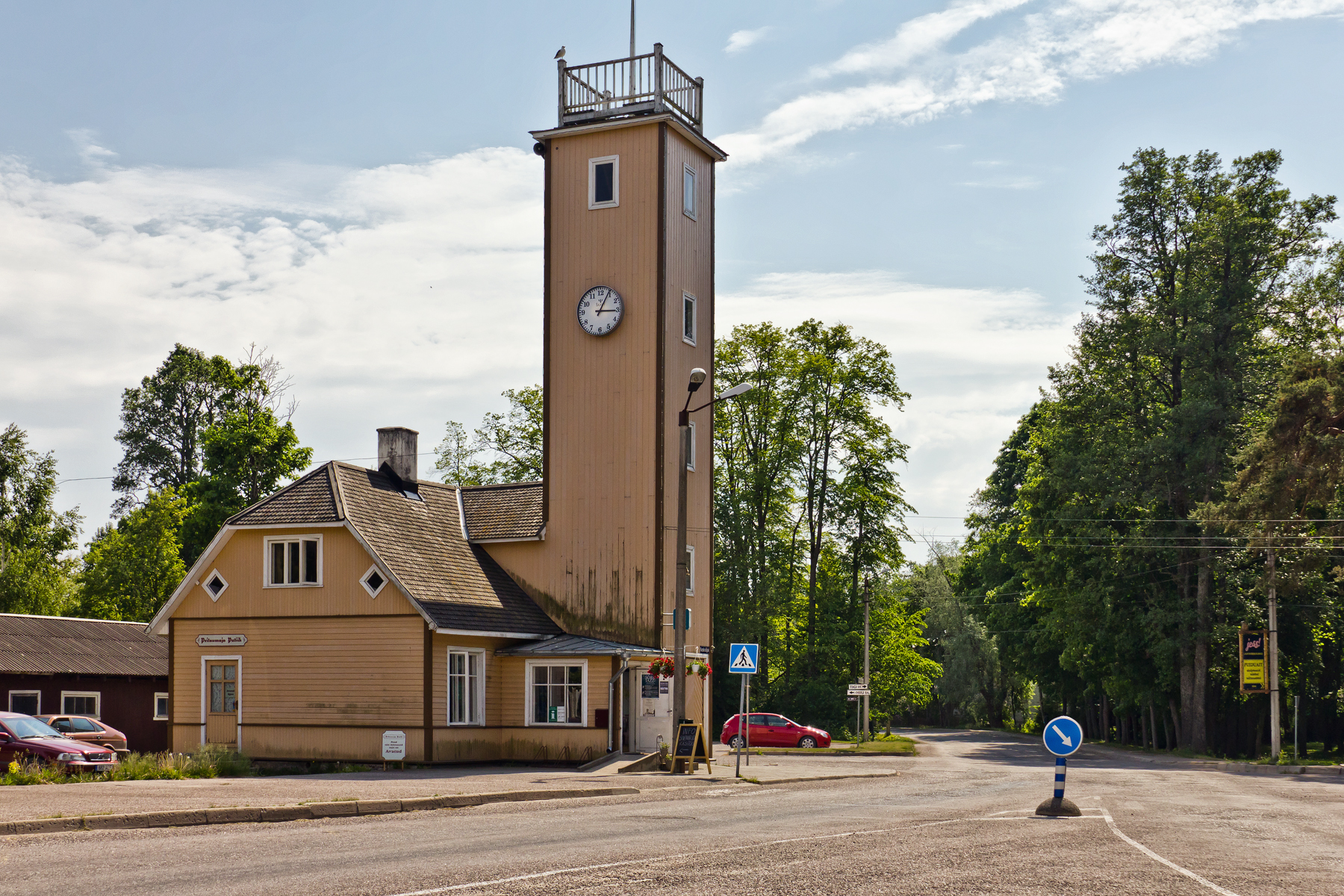
Feuerwehrhaus von Kärdla
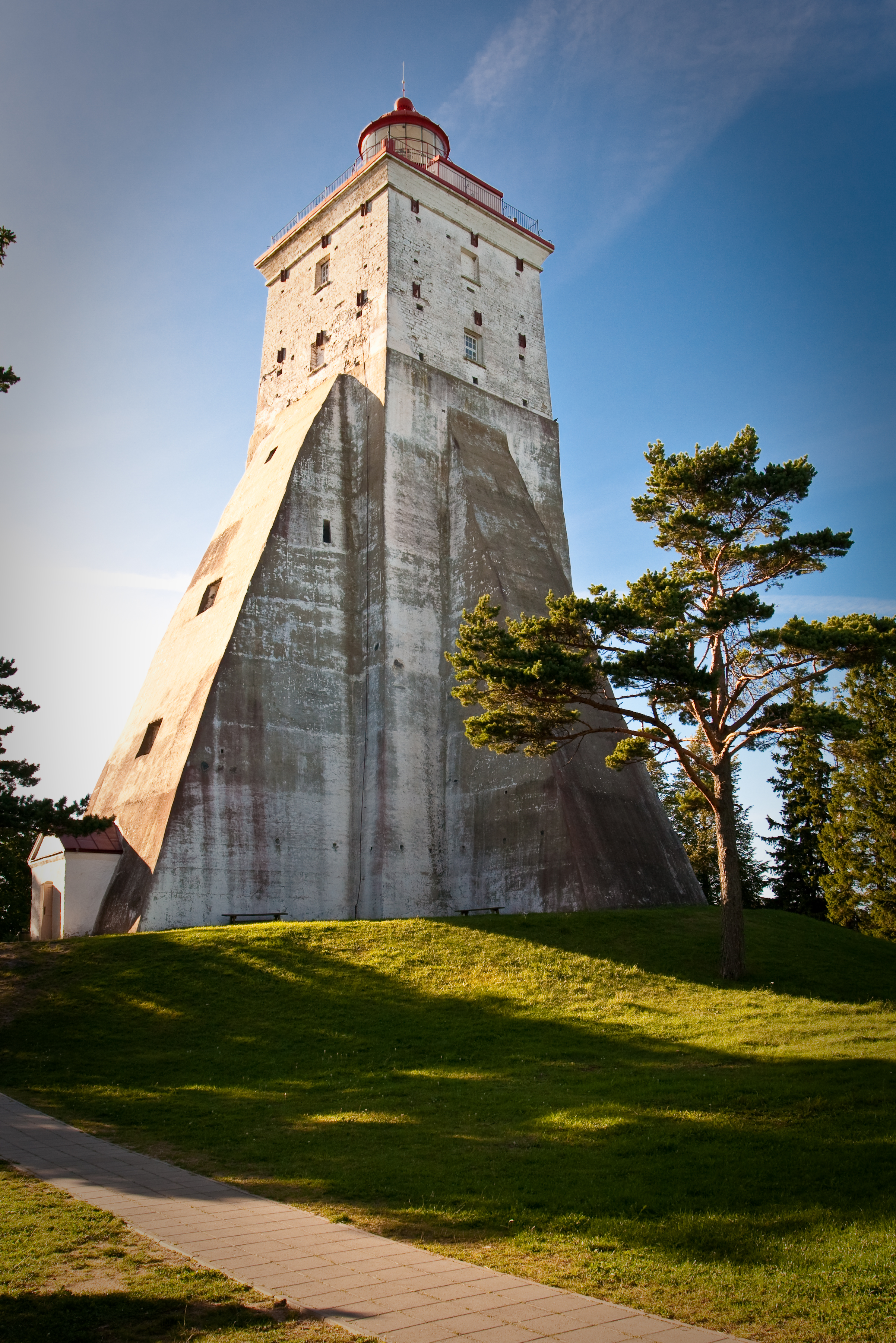
Leuchtturm Kõpu
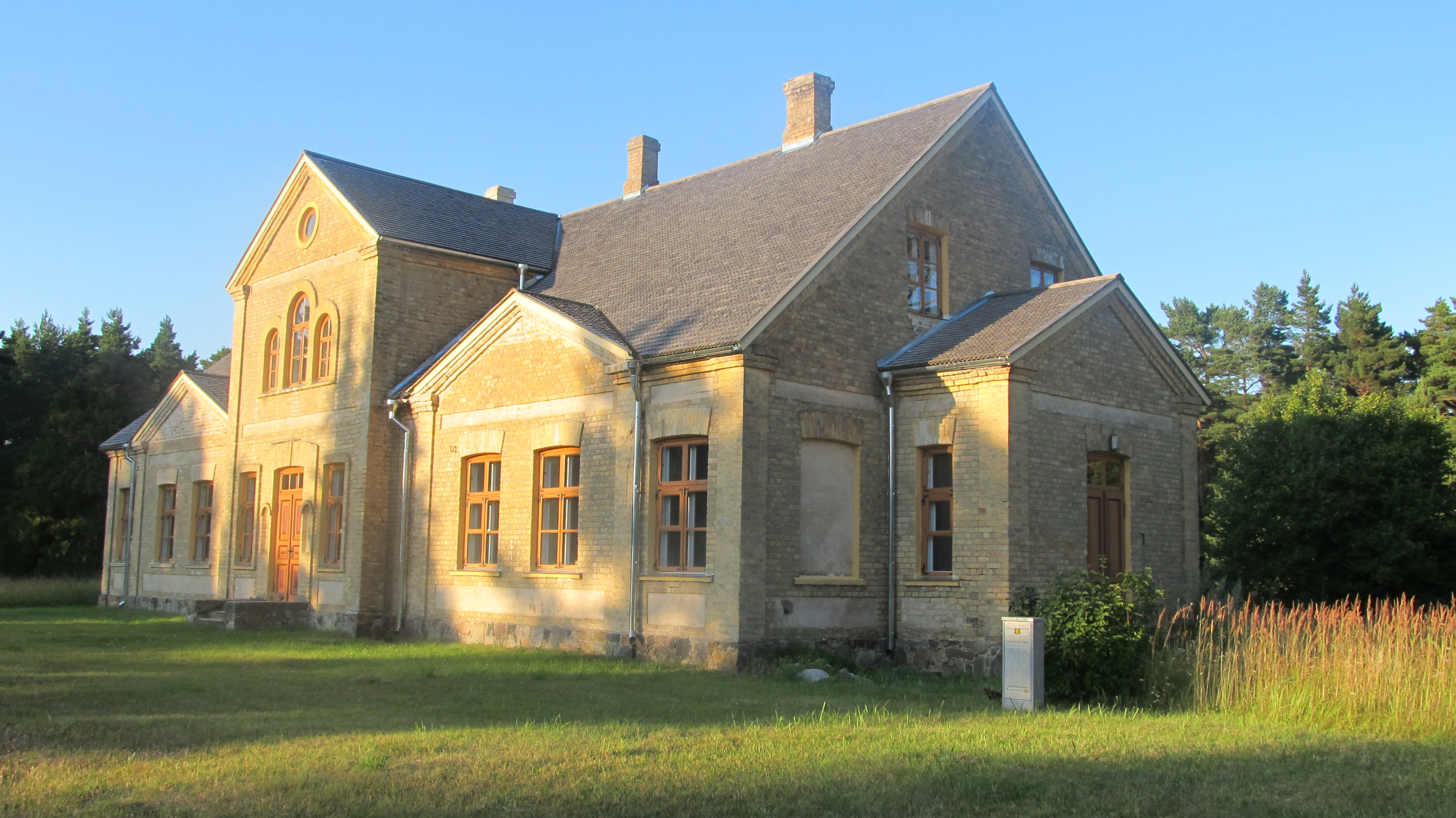
Ehemalige orthodoxe Schule in Kõpu
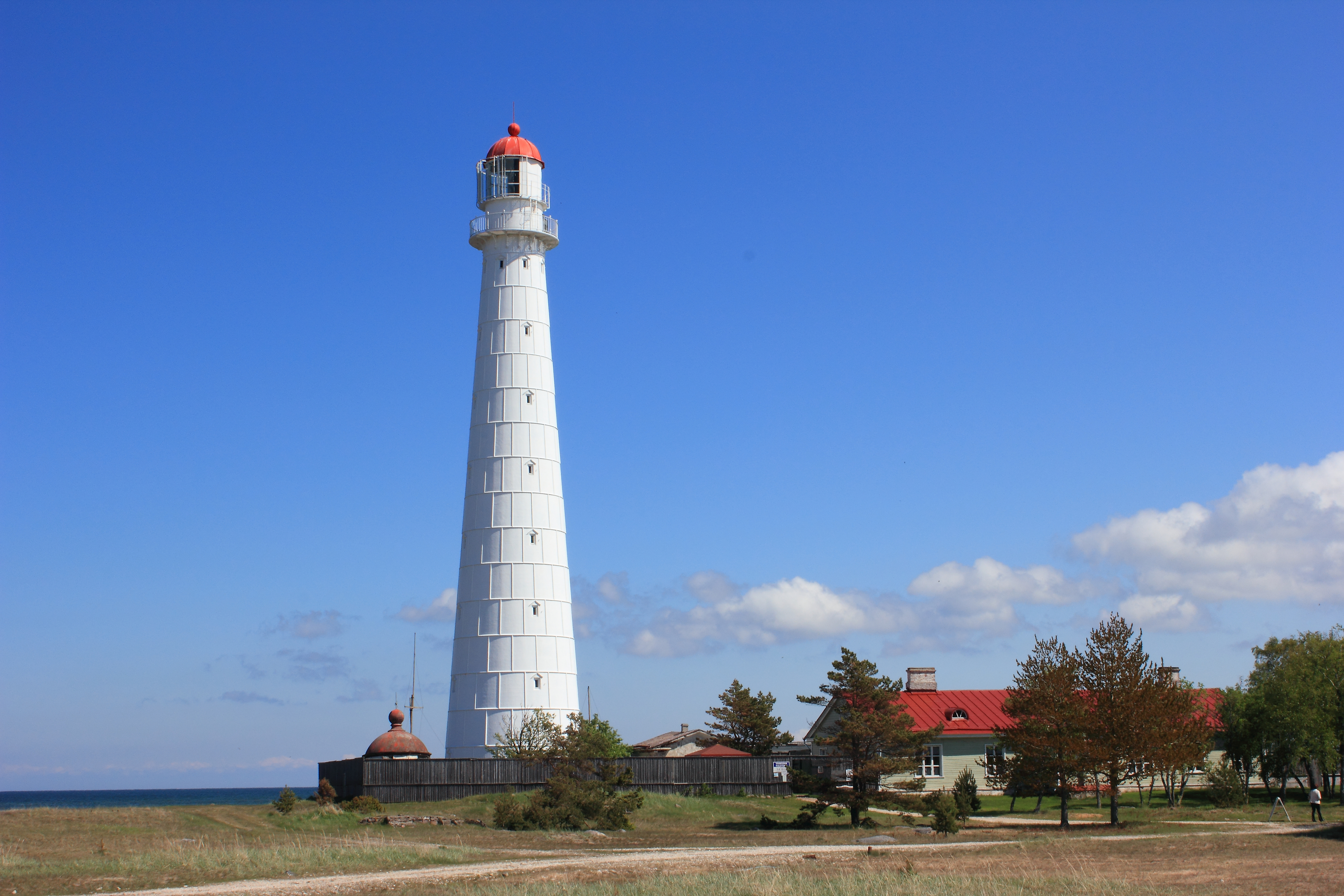
Leuchtturm Tahkuna
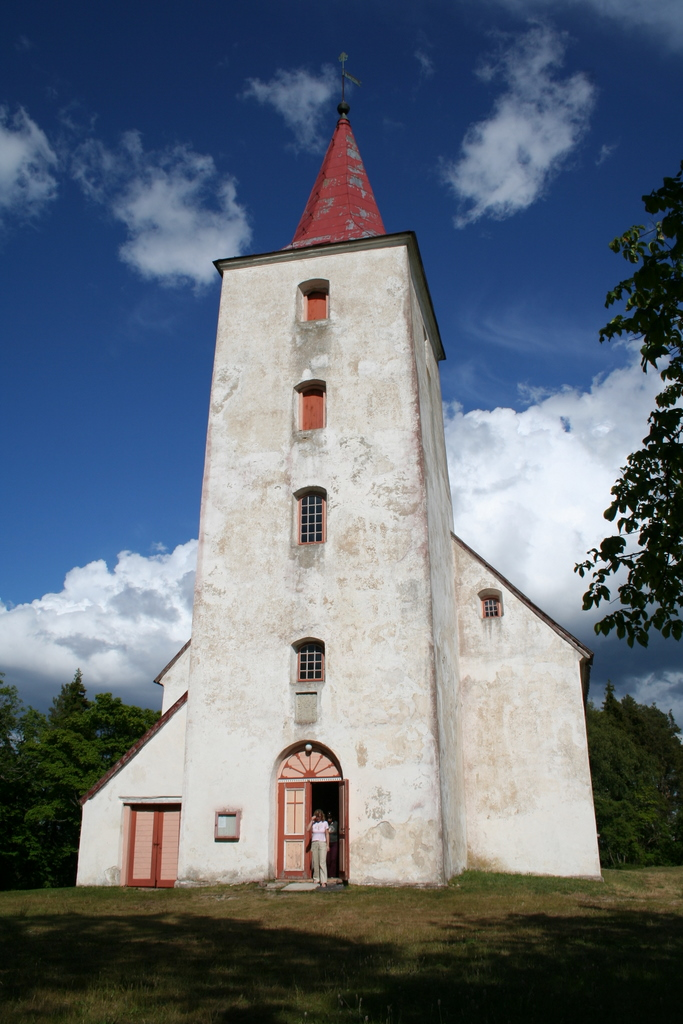
Kirche in Reigi
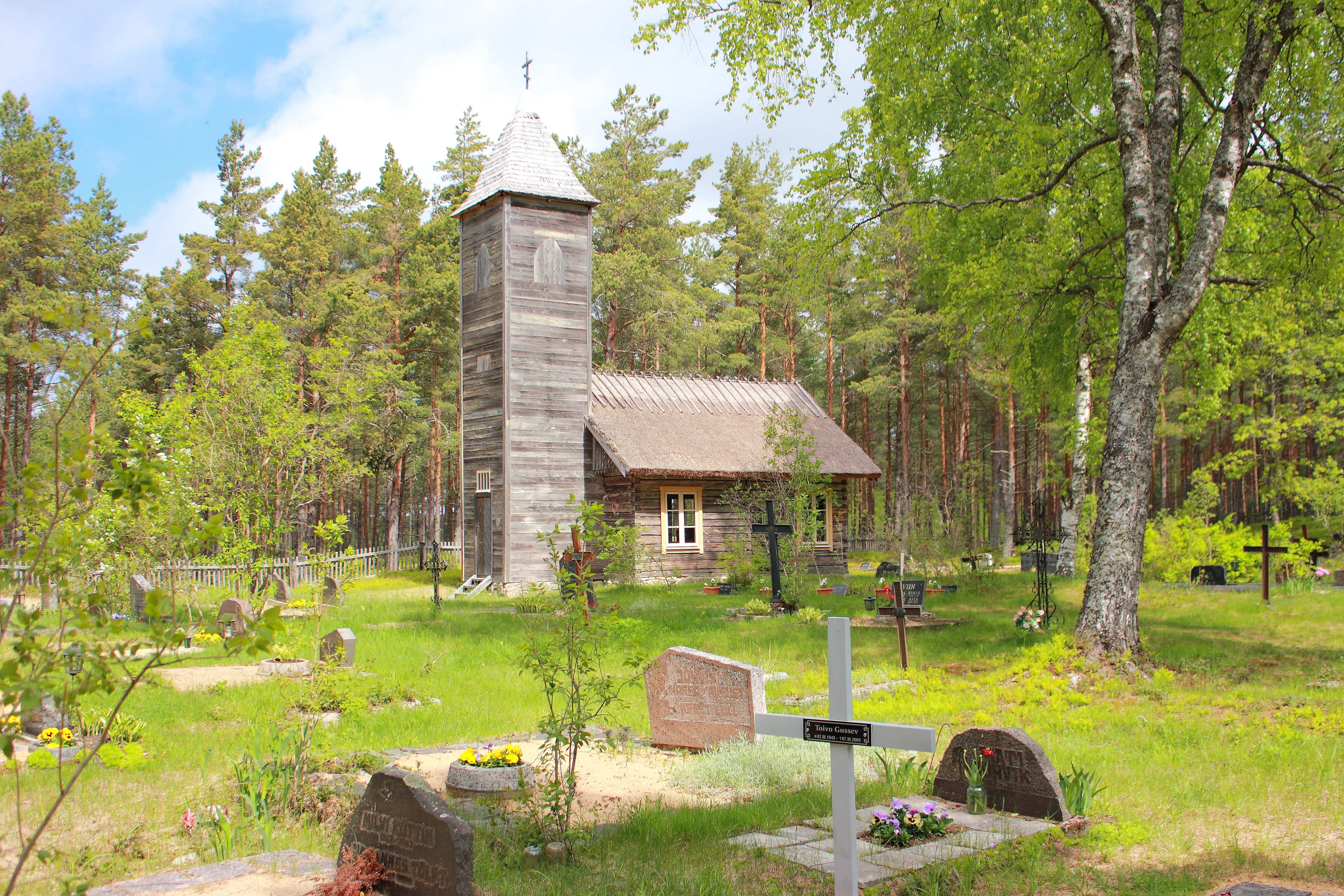
Orthodoxe Kapelle in Malvaste
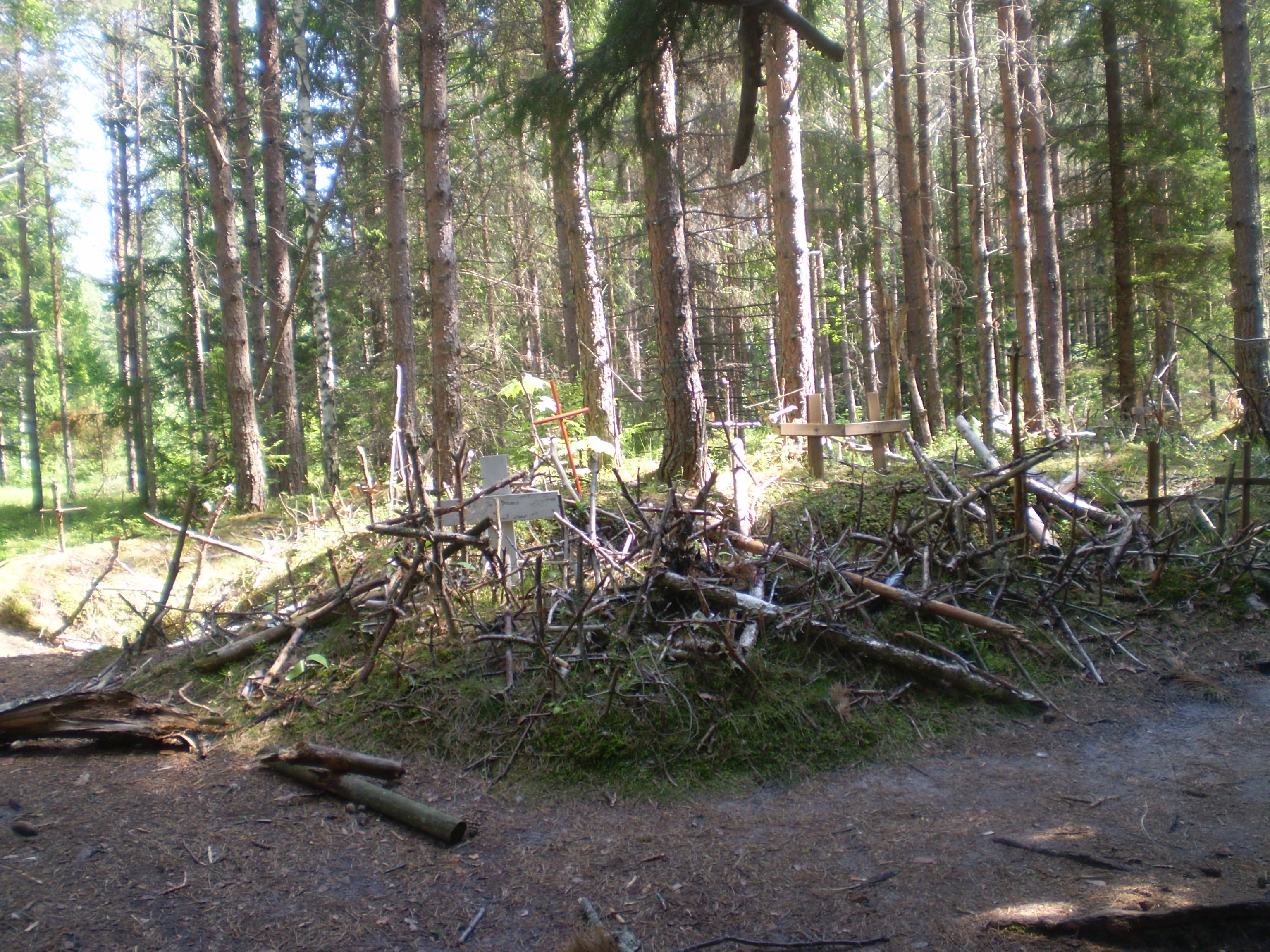
Hügel der Kreuze im Wald von Risti